# Tsunehiko Watase
Tsunehiko Watase (渡瀬恒彦, Watase Tsunehiko), né le 28 juillet 1944 dans la préfecture de Shimane et mort le 14 mars 2017 à Tokyo, est un acteur japonais.

## Biographie

### Vie privée
Tsunehiko Watase s'est marié avec l'actrice Reiko Ōhara en 1973, après leur divorce en 1978, il se remarie en 1979. Son frère ainé est l'acteur Tetsuya Watari.

## Filmographie sélective

### Cinéma
- 1970 : Koroshiya ninbetsuchō (殺し屋人別帳?) de Teruo Ishii
- 1970 : Kangoku ninbetsuchō (監獄人別帳?) de Teruo Ishii
- 1971 : Guerre des gangs à Okinawa (博徒外人部隊, Bakuto gaijin butai?) de Kinji Fukasaku
- 1971 : Kantō tekiya ikka: Goromen himatsuri (関東テキヤ一家 喧嘩火祭り?) de Norifumi Suzuki
- 1971 : Zubekō banchō: zange no neuchi mo nai (ずべ公番長 ざんげの値打もない?) de Kazuhiko Yamaguchi
- 1971 : Gendai yakuza: Chizakura san kyōdai (現代やくざ 血桜三兄弟?) de Sadao Nakajima
- 1971 : Bakuto kirikomi-tai (博徒斬り込み隊?) de Jun'ya Satō
- 1971 : Boryokudan sai buso (暴力団再武装?) de Jun'ya Satō
- 1971 : Troops of Darkness (悪の親衛隊, Aku no shin eitai?) de Kazuhiko Yamaguchi
- 1972 : Junko se retire : La Grande Famille des cerisiers rouges du Kantō (関東緋桜一家, Junko intai kinen eiga: Kantō hizakura ikka?) de Masahiro Makino
- 1972 : Ginchō wataridori (銀蝶渡り鳥?) de Kazuhiko Yamaguchi
- 1972 : Gyangu tai gyangu: Aka to kuro no burusu (ギャング対ギャング 赤と黒のブルース?) de Jun'ya Satō
- 1972 : Mamushi no kyōdai: Shōgai kyōkatsu jūhappan (まむしの兄弟 傷害恐喝十八犯?) de Sadao Nakajima
- 1972 : Kogarashi Monjirō (木枯し紋次郎?) de Sadao Nakajima : Genta
- 1972 : Yakuza tokōsō (やくざと抗争?) de Jun'ya Satō
- 1972 : Ginchō nagaremono: Mesuneko bakuchi (銀蝶流れ者 牝猫博奕?) de Kazuhiko Yamaguchi
- 1972 : Ōkami yakuza: Tomurai wa ore ga dasu (狼やくざ 葬いは俺が出す?) de Buichi Saitō
- 1973 : Combat sans code d'honneur (仁義なき戦い, Jingi naki tatakai?) de Kinji Fukasaku
- 1973 : Aesthetics of a Bullet (鉄砲玉の美学, Teppōdama no bigaku?) de Sadao Nakajima
- 1973 : Girl Boss : Les Étudiantes en cavale (女番長 感化院脱走, Sukeban: Kankain dassō?) de Sadao Nakajima
- 1973 : Jitsuroku: Shisetsu Ginza keisatsu (実録 私設銀座警察?) de Jun'ya Satō
- 1973 : Combat sans code d'honneur 3 : Guerre par procuration (仁義なき戦い 代理戦争, Jingi naki tatakai: Dairi sensō?) de Kinji Fukasaku
- 1974 : Jīnzu burūsu: Asu naki buraiha (ジーンズブルース 明日なき無頼派?) de Sadao Nakajima
- 1974 : Karajishi keisatsu (唐獅子警察?) de Sadao Nakajima
- 1974 : Gokuaku kenpō (極悪拳法?) de Shigehiro Ozawa
- 1974 : San-daime shumei (三代目襲名?) de Shigehiro Ozawa
- 1974 : Andō-gumi gaiden: Hitokiri shatei (安藤組外伝 人斬り舎弟?) de Sadao Nakajima
- 1974 : Datsugoku Hiroshima satsujinshū (脱獄広島殺人囚?) de Sadao Nakajima
- 1974 : Nouveau combat sans code d'honneur (新仁義なき戦い, Shin jingi naki tatakai?) de Kinji Fukasaku
- 1975 : Nouveau combat sans code d'honneur 2 : La Tête du boss (新仁義なき戦い 組長の首, Shin jingi naki tatakai: Kumichō no kubi?) de Kinji Fukasaku
- 1975 : The Defensive Power of Aïkido (激突! 合気道, Gekitotsu! Aikidō?) de Shigehiro Ozawa
- 1976 : Jitsuroku gaiden: Ōsaka dengeki sakusen (実録外伝 大阪電撃作戦?) de Sadao Nakajima
- 1976 : Violent Panic: The Big Crash (暴走パニック 大激突, Bōsō panikku: Daigekitotsu?) de Kinji Fukasaku
- 1976 : Crazed Beast (狂った野獣, Kurutta yajū?) de Sadao Nakajima
- 1976 : Sister Street Fighter – Fifth Level Fist (女必殺五段拳, Onna hissatsu godan ken?) de Shigehiro Ozawa
- 1976 : Okinawa yakuza sensō (沖縄やくざ戦争?) de Sadao Nakajima
- 1977 : Yakuza sensō: Nihon no don (やくざ戦争 日本の首領?) de Sadao Nakajima
- 1977 : Les Monstres de la préhistoire (恐竜 怪鳥の伝説, Kyōryū: Kaichō no densetsu?) de Junji Kurata (ja)
- 1978 : L'Incident (事件, Jiken?) de Yoshitarō Nomura
- 1978 : Le Mois d'août sans empereur (皇帝のいない八月, Kōtei no inai hachigatsu?) de Satsuo Yamamoto
- 1978 : Last of the Ako Clan (赤穂城断絶, Akō-jō danzetsu?) de Kinji Fukasaku
- 1979 : Haitatsu sarenai santsu no tegami (配達されない三通の手紙?) de Yoshitarō Nomura
- 1979 : Les Guerriers de l'Apocalypse (戦国自衛隊, Sengoku jieitai?) de Kōsei Saitō
- 1979 : Kamisamaga kureta akanbō (神様のくれた赤ん坊?) de Yōichi Maeda
- 1980 : Shadow Warrior - Hattori Hanzo (影の軍団 服部半蔵, Kage no gundan: Hattori Hanzo?) d'Eiichi Kudō
- 1980 : Virus (復活の日, Fukkatsu no hi?) de Kinji Fukasaku
- 1980 : Warui yatsura (わるいやつら?) de Yoshitarō Nomura
- 1980 : Furueru shita (震える舌?) de Yoshitarō Nomura
- 1981 : The Gate of Youth (青春の門, Seishun no mon?) de Kinji Fukasaku et Koreyoshi Kurahara
- 1981 : Hyōryū (漂流?) de Shirō Moritani
- 1981 : Mayonaka no shōtaijō (真夜中の招待状?) de Yoshitarō Nomura
- 1981 : Sailor Suit and Machine Gun (セーラー服と機関銃, Sērā-fuku to kikanjū?) de Shinji Sōmai : Sakuma, Makoto
- 1982 : Seishun no mon: Jiritsu hen (青春の門 自立篇?) de Koreyoshi Kurahara
- 1982 : Kaseki no kōya (化石の荒野?) de Yasuharu Hasebe
- 1982 : La Rivière Dotonbori (道頓堀川, Dōtonborigawa?) de Kinji Fukasaku
- 1983 : Jidaiya no nyōbō (時代屋の女房?) d'Azuma Morisaki (ja)
- 1983 : Antarctica (南極物語, Nankyoku monogatari?) de Koreyoshi Kurahara
- 1983 : Namidabashi (泪橋?) de Kazuo Kuroki
- 1984 : Aijō monogatari (愛情物語?) de Haruki Kadokawa
- 1984 : C'est dur d'être un homme : Marions-les (男はつらいよ 夜霧にむせぶ寅次郎, Otoko wa tsurai yo: Yogiri ni musebu Torajirō?) de Yōji Yamada : Tony
- 1986 : Hakō kirameku hate (波光きらめく果て?) de Toshiya Fujita
- 1986 : Death Shadows (十手舞, Jittemai?) de Hideo Gosha
- 1987 : Shuto shōshitsu (首都消失?) de Toshio Masuda
- 1987 : Gorufu yoakemae (ゴルフ夜明け前?) de Shūe Matsubayashi
- 1988 : Carmen 1945 (肉体の門, Nikutai no mon?) de Hideo Gosha
- 1988 : Sur la route de la soie (敦煌, Tonkō?) de Jun'ya Satō
- 1989 : Four Days of Snow and Blood (226, Ni ni roku?) de Hideo Gosha
- 1990 : Ten to chi to (天と地と?) de Haruki Kadokawa : Usami Sadayuki
- 1990 : Gekidō no 1750 nichi (激動の1750日?) de Sadao Nakajima
- 1992 : Ippai no kakesoba (一杯のかけそば?) de Katsumi Nishikawa
- 1993 : Ringu ringu ringu: Namida no chanpion beruto (リング・リング・リング／涙のチャンピオンベルト?) d'Eiichi Kudō
- 1994 : Histoire de fantômes à Yotsuya (忠臣蔵外伝 四谷怪談, Chūshingura gaiden yotsuya kaidan?) de Kinji Fukasaku
- 1997 : Toki o kakeru shōjo (時をかける少女?) de Haruki Kadokawa
- 1998 : Andromedia (アンドロメディア, Andoromedi?) de Takashi Miike

### Télévision
- 1983 - 1984 : Oshin (série TV)
- 2008 - 2009 : Omiya-san (série TV)

## Distinctions
Sauf indication contraire, les informations mentionnées dans cette section peuvent être confirmées par la base de données cinématographiques IMDb,  présente dans la section « Liens externes ».

### Récompenses
- 1978 : Hōchi Film Award du meilleur acteur dans un second rôle pour L'Incident, Le Mois d'août sans empereur et Last of the Ako Clan[2]
- 1979 : prix du meilleur acteur dans un second rôle pour L'Incident aux Japan Academy Prize[3]
- 1979 : prix Blue Ribbon du meilleur acteur dans un second rôle pour L'Incident[4]
- 1979 : prix Kinema Junpō du meilleur acteur dans un second rôle pour L'Incident et Last of the Ako Clan[5]
- 1981 : prix Kinema Junpō du meilleur acteur pour Furueru shita et Kamisamaga kureta akanbō[5]

### Sélections
- 1979 : prix du meilleur acteur pour Le Mois d'août sans empereur aux Japan Academy Prize[3]
- 1981 : prix du meilleur acteur pour Furueru shita aux Japan Academy Prize[6]
- 1984 : prix du meilleur acteur pour Namidabashi et Jidaiya no nyōbō aux Japan Academy Prize[7]
- 1991 : prix du meilleur acteur dans un second rôle pour Ten to chi to et Gekidō no 1750 nichi aux Japan Academy Prize[8]